# Ranavalona III.
Ranavalona III. (Amparibe pored Antananariva, 22. studenog 1861. – Alžir, 23. svibnja 1917.), posljednja kraljica Madagaskara koja je vladala od 30. srpnja 1883. do 28. veljače 1897. godine.

## Biografija
Ranavalona III., kći malgaških aristokrata Andriantsimianatre i Raketake, rođena je kao princeza Razafindraheti 1861. godine u tada malom selu u okolini Antananariva Amparibeu.Ona je bila nećakinja kraljice Ranavalone II. i praunuka kralja Andrianampoinimerine. Kao takva kvalificirana je ući u krug potencijalnih pretendenata na prijestolje Kraljevine Madagaskara. Kad je krenula u školu, princezu Razafindrahety primila je njena tetka kraljica Ranavalona II., na svoj dvor gdje je imala privatne satove koje je držao londonski učitelj. Školovanje je nastavila u protestanskoj vjerskoj školi za djevojke Ambatonakangi u Antananarivu. Kao mlada djevojka udala se za aristokrata po imenu Ratrimo (Ratrimoarivoni).On je svega nakon nekoliko godina 8. svibnja 1883. umro u dobi od 22 godine, ostavivši Razafindraheti udovicom. Tad su kružile glasine kako ga je možda dao otrovati premijer Rainilaiarivoni iz političkih razloga. On i njegov stariji brat Rainivoninahitrinioni (bivši predsjednik vlade) stajali su iza aristokratske revolucije iz 1863. godine, nakon koje je i Madagaskar postao ustavna monarhija s podjelom vlasti između kralja i predsjednika vlade, a ne kao dotad isključivo u rukama kralja i njegove aristokracije. Nakon smrti kraljice Ranavalone II. Razafindraheti je postala najizglednija kandidatkinja za njenu nasljednicu, osobito nakon odluke udati se za predsjednika vlade Rainilaiarivonija.

### Vladavina
Odmah nakon udaje za Rainilaiarivonija (koji je prije toga bio muž prethodnih dviju kraljica Rasoherine i Ranavalone II.) i ustoličenja na prijestolje 30. srpnja 1883. godine, Ranavalonu III. dočekao je prvi Francusko-malgaški rat (1883. – 1885.). 
Francuzi su već prije počeli na sve moguće načine širiti svoj utjecaj na pleme Sakalavu, ali i na ostale malgaške etničke skupine. Nakon rata Francuzi su 1885. prisilili kraljicu potpisati jedan vrlo ambivalentni ugovor.Na osnovi tog sporazuma Francuska je dobila pravo na koloniju Diego-Suarez i pravo naseljavanja francuskih državljana u Antananarivu. U tom trenutku Francuzi još nisu inzistirali dobiti protektorat nad Madagaskarom,zbog sukoba s Britancima. Ipak su se oni na temelju svog tumačenja tog ugovora ponašali kao da je cijeli Madagaskar njihov protektorat i kao da im pripada suverenitet. Velika Britanija priznala je Francuskoj pravo na protektorat tek 1890. godine.
Već godine 1886., Ranavalona III. tražila je preko diplomatskih kanala pomoć od tadašnje sile u usponu Sjedinjenih Američkih Država, ne bi li tako očuvala malgašku neovisnost. Svoje diplomatske napore popratila je brojnim darovima koje je poslala predsjedniku Groveru Clevelandu.Sjedinjene Američke Države, međutim, nisu pokazale nikakvu želju pomoći Madagaskaru u nastojanju očuvati neovisnost.
Kulminacija nesnošljivosti između kraljice i Francuza zbila se 1894. godine, kad je kraljica zajedno sa svojom vladom odbila francuske zahtjeve za teritorijalnim ustupcima i njihovo tumačenje potpisanog ugovora iz 1885. Nakon toga su Francuzi poslali Charlesa Le Myre de Vilersa pokušati uvjeriti kraljicu i njenu vladu u ispravnost francuskog tumačenja ugovora, ali i zaprijetiti im ratom ako se ne slože. Kraljica i njena vlada odbili su zahtjeve, tako da su u studenom iste godine prekinuti svi odnosi.
Nakon toga Francuzi su bombardirali i zauzeli luku Toamasinu u prosincu 1894., a zatim zauzeli luku Mahajangu u siječnju 1895. godine. U svibnju su uputili istraživački odred zauzeti Antananarivo. Mnogi francuski vojnici pomrli su zbog malarije i drugih bolesti tijekom marša na glavni grad. Francuzi su stigli do Antananariva u rujnu. Malgaška vojska uspjela ih je zadržati na prilazima gradu tri dana, ali je nakon bombardiranja palače kraljica procijenila kako je daljnji otpor nemoguć i pristala na predaju Francuzima. 
Nakon toga su njenog muža predsjednika vlade Rainilaiarivonija prognali, tako da je on već iduće godine umro u progonstvu u Alžiru 17. svibnja 1896. Za razliku od njega Ranavalonu III. nisu dirali, ona je ostala kraljica čak i nakon službenog proglašenja Madagaskara francuskom kolonijom u kolovozu 1896. Već iduće godine kraljica je bila optužena za poticanje narodnog ustanka, tako da je francuski generalni guverner Joseph Simon Gallieni ukinuo u veljači 1897. monarhiju, a kraljicu poslao u progonstvo. Prvo je izbjegla na otok Reunion 28. siječnja 1897., a zatim 1. siječnja 1899. godine u grad Alžir u kojem je i umrla. Nakon njene smrti, njeni posmrtni ostatci su 1938. preneseni na Madagaskar gdje je uz dostojnu pompu pokopana u kraljevskoj grobnici u Ambohimangi.

## Vanjske poveznice
- Pokloni kraljice Ravalone III. na portalu Smithsonian Institution